# Digrammia irrorata
Digrammia irrorata là một loài bướm đêm trong họ Geometridae.